# 青衣駅
座標: 北緯22度21分30.60秒 東経114度6分26.98秒 / 北緯22.3585000度 東経114.1074944度
青衣駅（せいいえき）は香港葵青区青衣島にあるMTR東涌線と機場快線の駅である。

## 利用可能な鉄道路線
香港鉄路
■東涌線
■機場快線

## 駅構造
相対式ホーム4面4線の高架駅で、行き先によってホームの階が違う。また、東涌線の改札口は1階、機場快線の博覧館方面は4階、香港方面は2階にそれぞれ位置する。ホームドア設置駅。出口は6ヶ所ある。

| ホーム (U4) | 相対式ホーム   | 相対式ホーム                 |
| ホーム (U4) | ➌番線          | ←■東涌線 東涌・■迪士尼線方面 |
| ホーム (U4) | ➊番線          | ←■機場快線 機場・博覧館方面  |
| ホーム (U4) | 相対式ホーム   |                              |
| ホーム (U4) | 機場快線改札口 |                              |
| ホーム (U2) | 相対式ホーム   | 相対式ホーム                 |
| ホーム (U2) | ➍番線          | ■東涌線 香港方面→            |
| ホーム (U2) | ➋番線          | ■機場快線 香港方面→          |
| ホーム (U2) | 相対式ホーム   |                              |
| ホーム (U2) | 機場快線改札口 |                              |

## 駅周辺
元々青衣島は中小工場やコンテナ埠頭が多く存在する地域で、住居地域は少なかったが、MTRの開通により利便性が一気に向上した事もあって、新たな住居の建設などの開発が行われた。また、新たにオフィスを青衣島に移転した企業もある。
駅を少し離れると、港湾施設や倉庫街、そこで働く人の為の食堂などがたち並んでいる。またコンテナ埠頭には、世界最大級のコンテナ船の着岸が可能であり、24時間休み無く荷役作業が続けられる光景が見られる。
- 青衣城（中国語版）
  - 元気寿司
  - ケンタッキー・フライド・チキン
  - 恒生銀行
  - ジーユー
  - シャトレーゼ
  - 周大福
  - スターバックス
  - 中国移動通信
  - 中国銀行
  - 天丼てんや
  - Big C
  - ファンケル
  - マクドナルド
  - 滙豊銀行
- 青衣運動場
- 偉景花園
- 宏福花園
- 青衣邨
- 灝景湾
- 長発邨
- 燕京書院
- 長安邨
- 青雅苑
- 青泰苑
- 青宏苑
- 青衣海濱長廊
- 青衣邨何澤芸小学
- 天主教聖多默堂
- 青怡花園
- 青衣市政大廈
- 青衣市鎮公園
- 香港小童群益会
- 海欣花園
- 翠怡花園

## バス路線
バス
- 九巴： 
  - 68A - 朗屏邨 ↔ 青衣駅
  - 68E - 元朗公園 ↔ 青衣駅
  - 248M - 青衣駅 ↔ 長宏

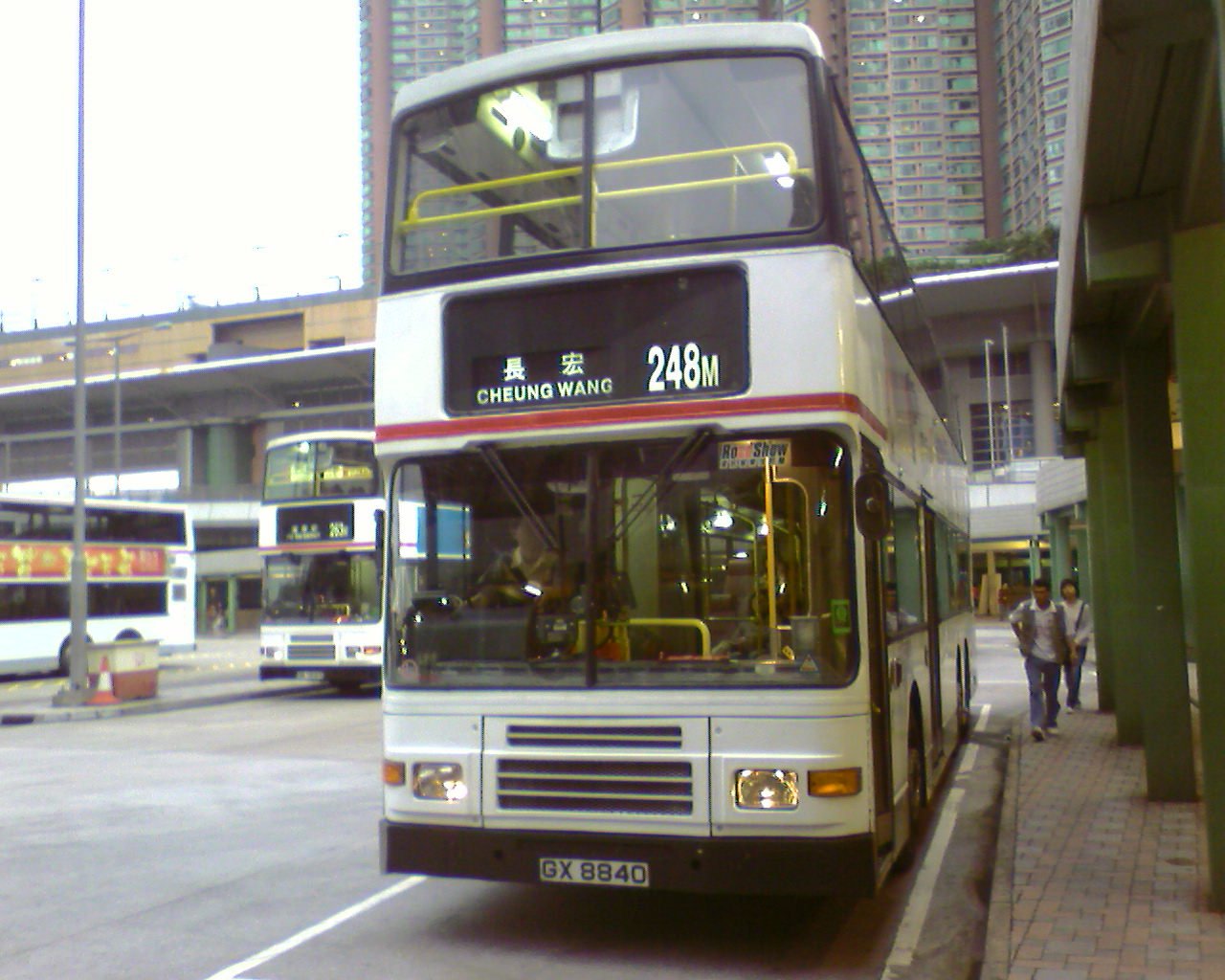
九巴248M番バス

  - 249M - 青衣駅 ↺ 美景花園（循環線）
  - 249X - 博康邨 ↔ 青衣駅
  - 279X - 聯和墟 ↔ 青衣駅
- 居民巴士： 
  - NR330 - 珀麗湾 ↔ 青衣駅（全日服務）

マイクロバス
- 専線小巴： 
  - 88A - 青衣（担杆山路） ↔ 美景花園（循環線）
  - 88E - 青衣駅 ↔ 青衣邨
  - 88F - 青衣駅 ↔ 藍澄湾
  - 140M - 青衣駅 ↔ 三聖
  - 308A - 青衣駅 ↔ 碧堤半島
  - 308M - 青衣駅 ↔ 浪翠園
  - 310M - 青衣駅 ↔ 海濱花園
  - 312 - 青衣駅 ↔ 梨木樹

## 歴史
- 1998年6月22日 - 東涌線開業とともに開業。
- 1998年7月6日 - 機場快線が開業し当駅に接続。

## 画像

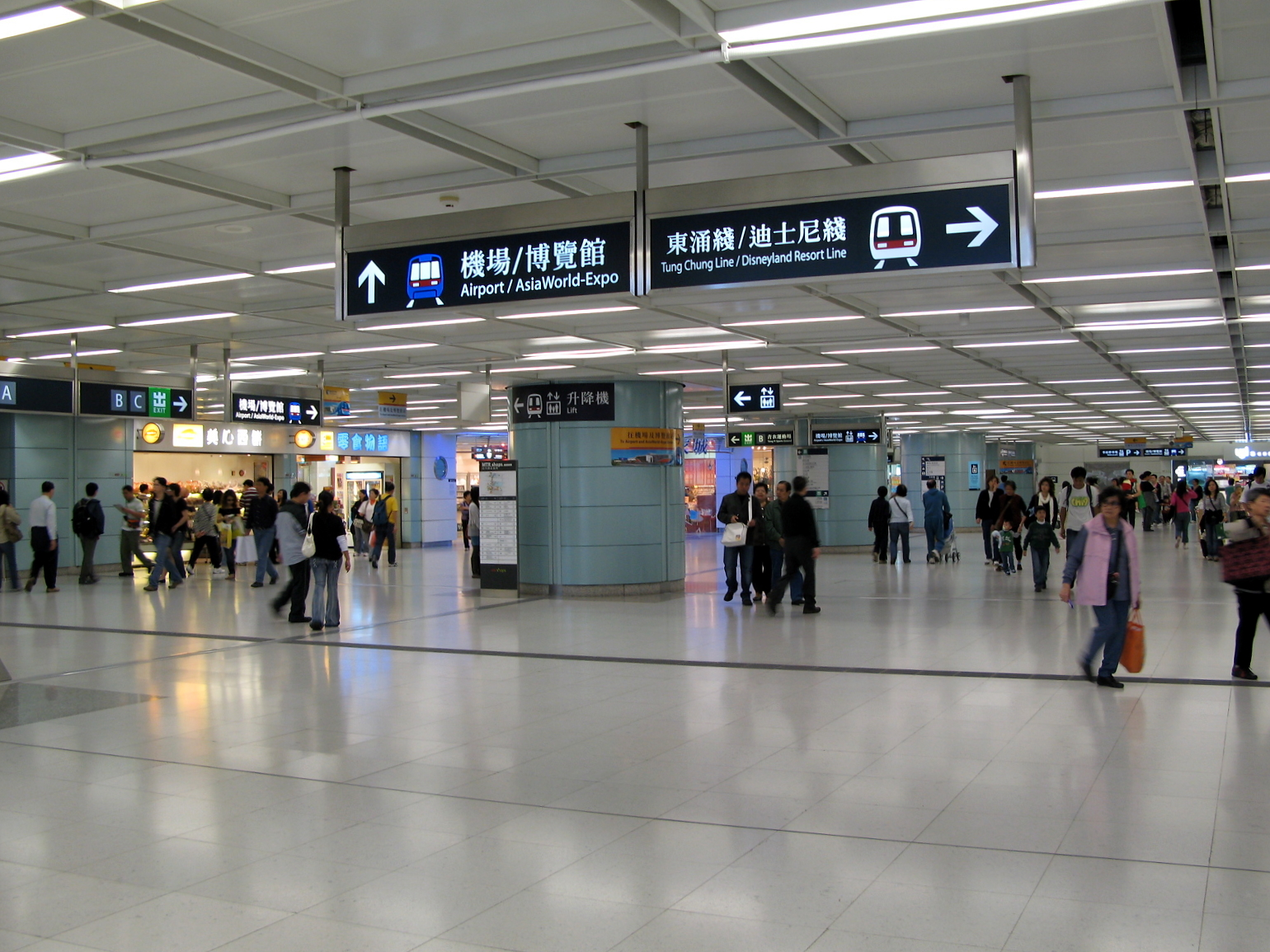
コンコース
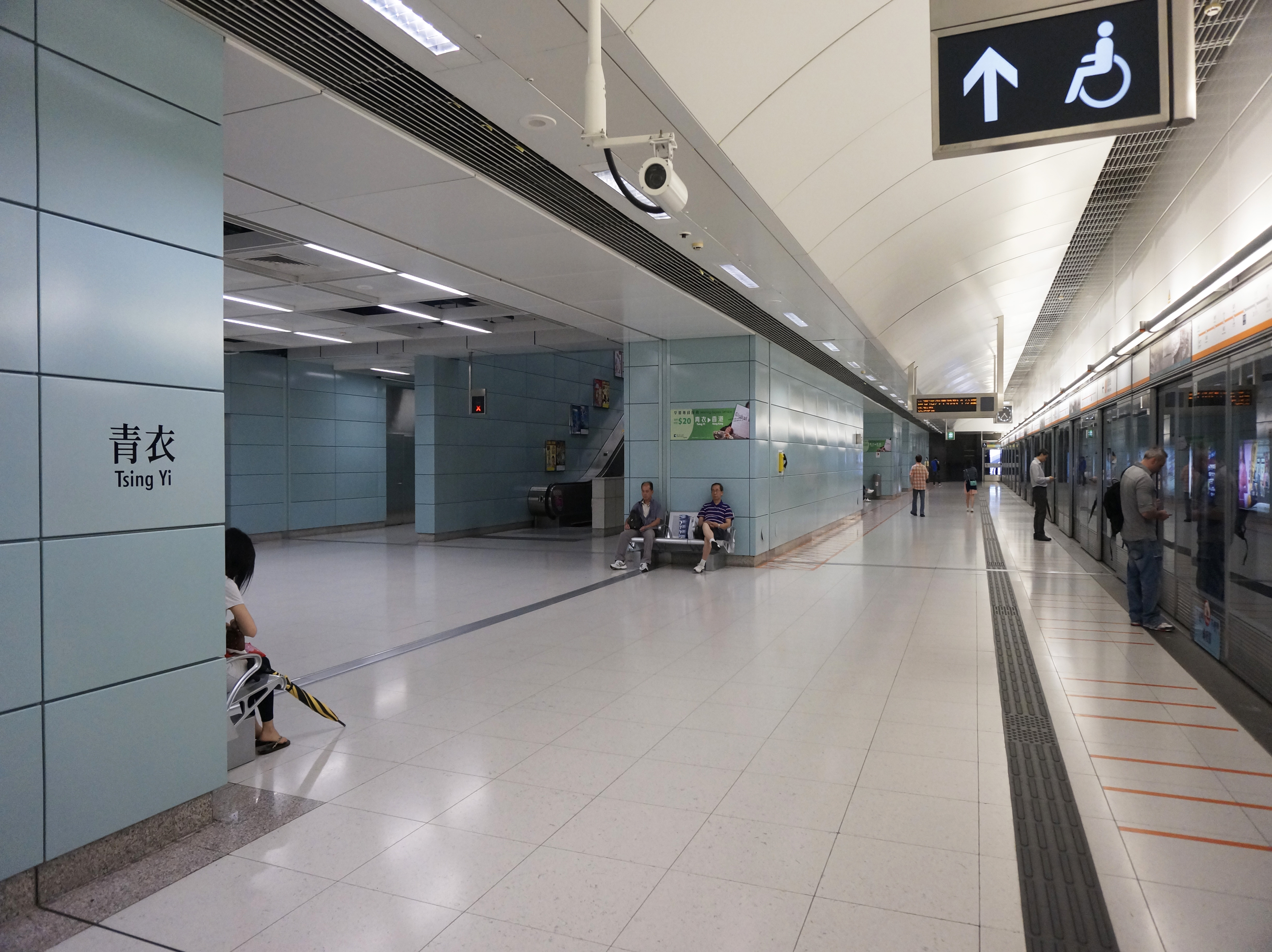
東涌線駅ホーム
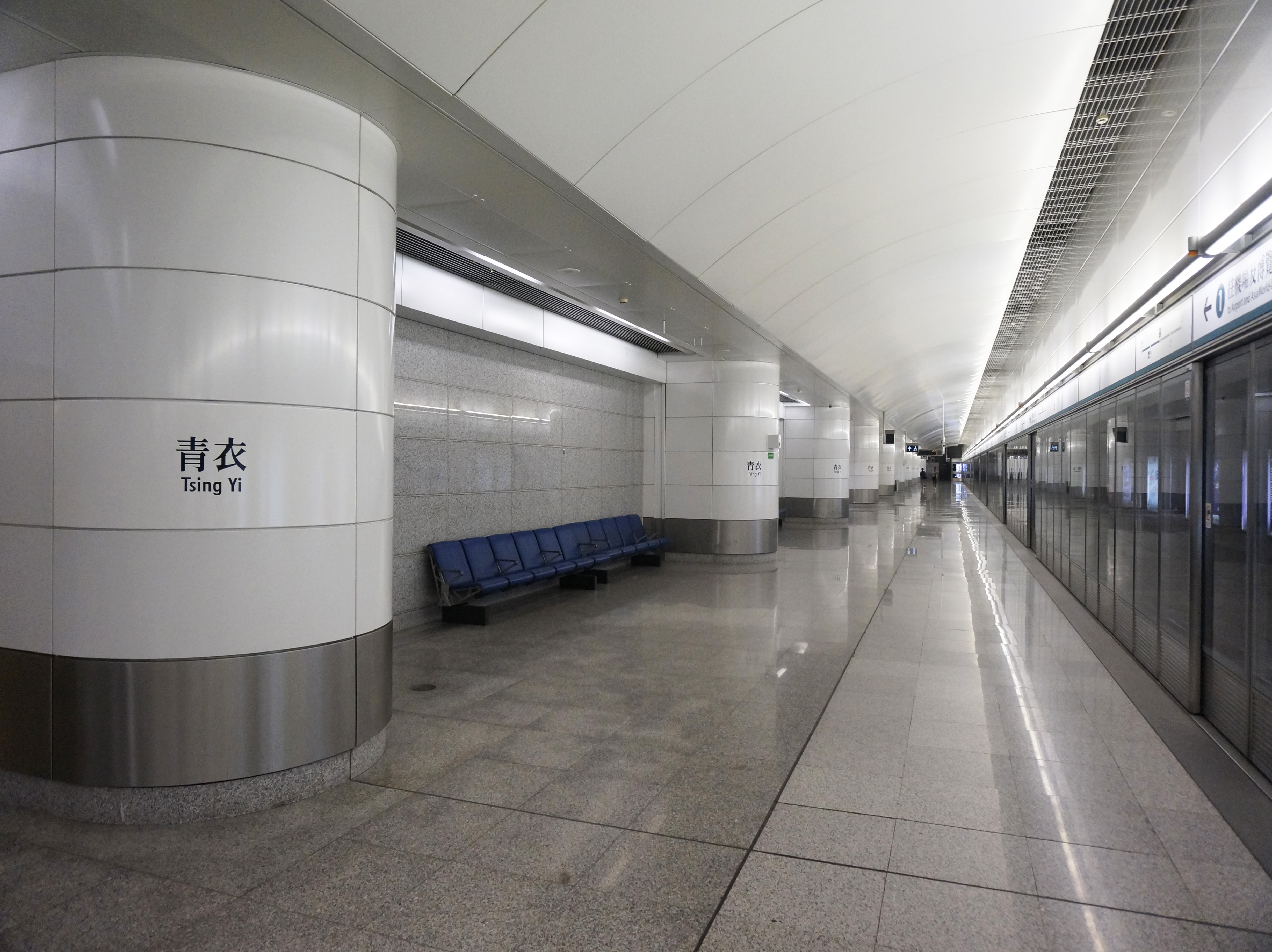
機場快線駅ホーム
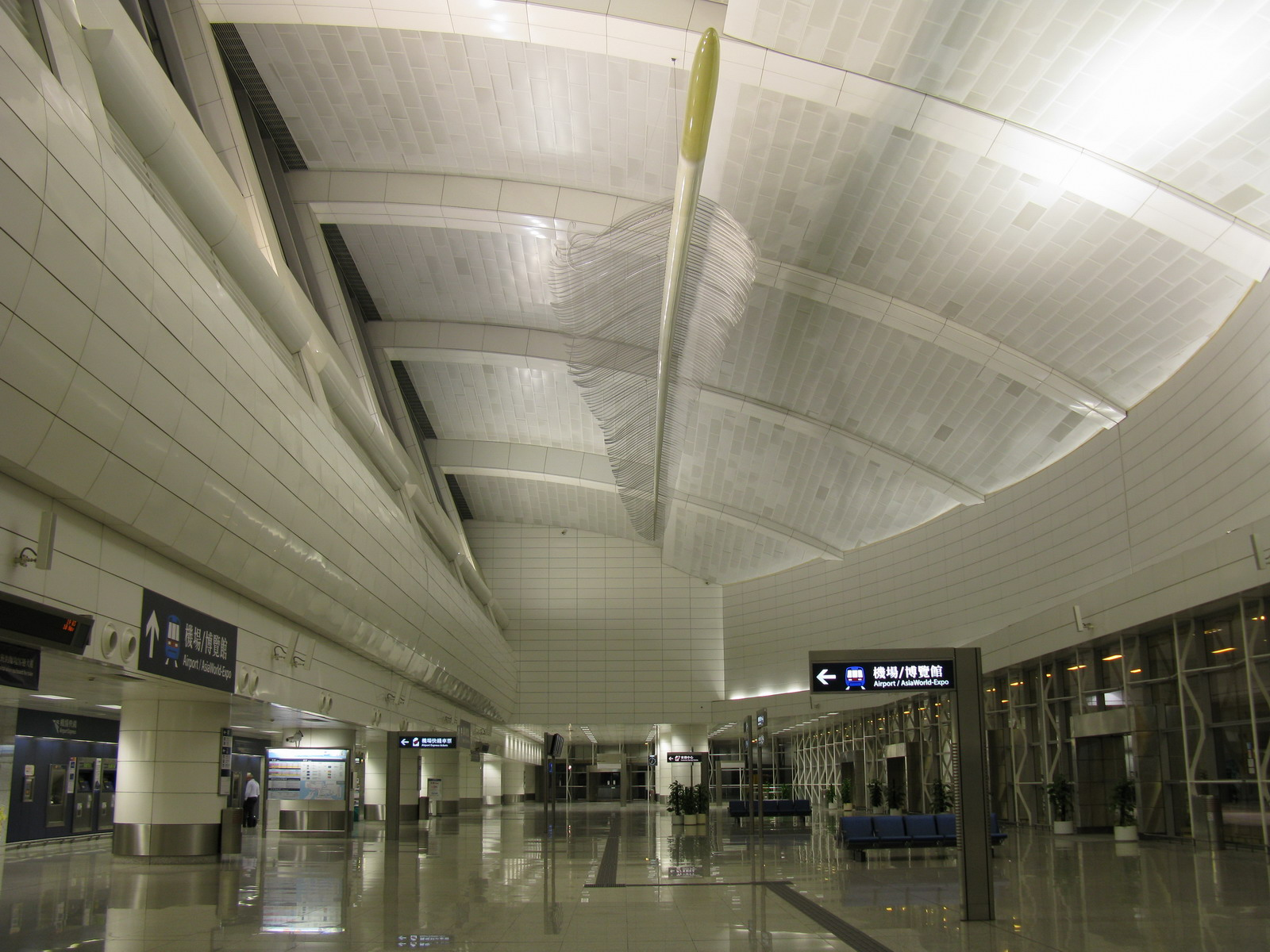
機場快線改札口(U4)
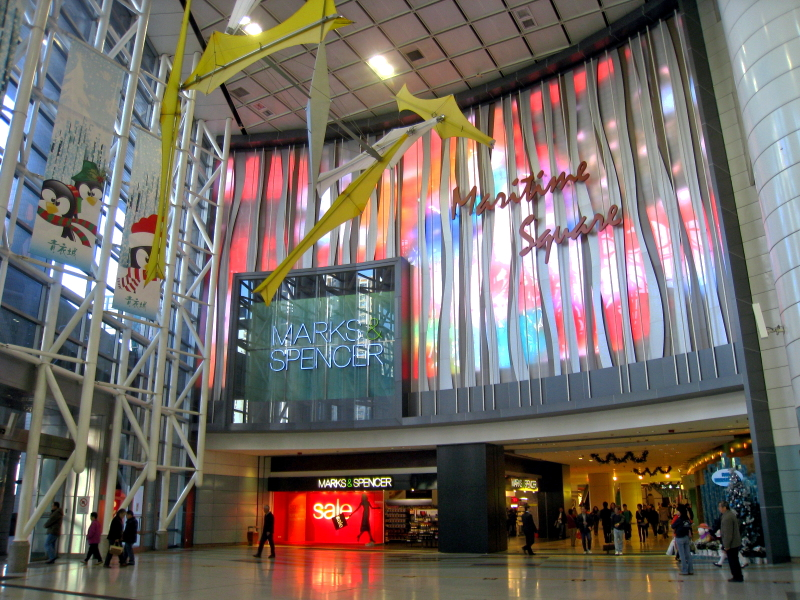
A2出口(青衣城連絡口)

## 隣の駅
香港鉄路
■東涌線
欣澳駅 - 青衣駅 - 茘景駅
■機場快線
九龍駅 - 青衣駅 - 機場駅